# 元狭山村
元狭山村（もとさやまむら）は埼玉県の南西部、入間郡に属していた村。

## 地理
- 河川：不老川

## 歴史
- 1889年（明治22年）4月1日 町村制の施行により、二本木村、高根村、駒形富士山村及び富士山栗原新田の区域をもって、入間郡元狭山村が発足する。
- 1954年（昭和29年）9月、村議会が東京都西多摩郡瑞穂町への編入を全会一致で可決。その後、埼玉県は「元狭山村問題対策協議会」を設置して埼玉県入間郡武蔵町との合併を要求。
- 1958年（昭和33年）
  - 10月14日 元狭山村の所沢青梅線以北の地区（二本木の区域の一部。元狭山村の区域の1/3）が武蔵町に編入する。
  - 10月15日 元狭山村の区域の残りの2/3が瑞穂町に編入する。